# La autoridad de Jesús cuestionada

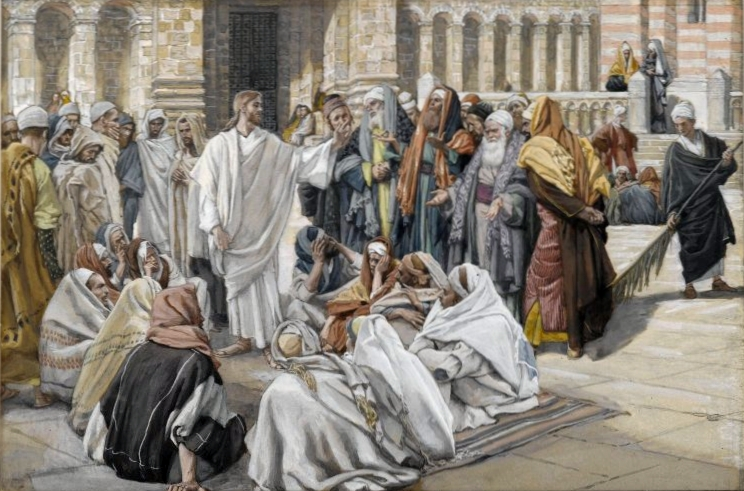
James Tissot - Los fariseos cuestionan la autoridad de Jesús- Museo de Brooklyn

La autoridad de Jesús cuestionada es un episodio en la vida de Jesús que aparece en los tres Evangelios Sinópticos: Mateo 21:23-27, Marcos  11:27-33 y Lucas  20:1-8.

## Texto bíblico
Según el Evangelio de Mateo: 

Jesús entró en los atrios del templo y, mientras enseñaba, se le acercaron los sumos sacerdotes y los ancianos del pueblo. «¿Con qué autoridad haces estas cosas?», le preguntaron. «¿Y quién te ha dado esa autoridad?» 
Jesús respondió: «Yo también os haré una pregunta. Si me responden, les diré con qué autoridad hago estas cosas. [El bautismo de Juan el Bautista, ¿de dónde vino? ¿Fue del cielo, o de origen humano?».
Lo discutieron entre ellos y dijeron: «Si decimos: “Del cielo”, preguntará: “Entonces, ¿por qué no le creísteis?”. Pero si decimos: 'De origen humano' - tenemos miedo de la gente, pues todos sostienen que Juan era un profeta». Entonces respondieron a Jesús: «No lo sabemos».
Entonces él dijo: «Tampoco yo os diré con qué autoridad hago estas cosas».

### Comentarios
En los tres evangelios sinópticos, este episodio tiene lugar poco después de la Expulsión de los mercaderes del Templo relatada tras la entrada triunfal de Jesús en la ciudad. La palabra «autoridad» (en griego ἐξουσίᾳ, exousia) se utiliza con frecuencia en relación con Jesús en el Nuevo Testamento.
Un episodio similar se describe en el Evangelio de Juan en Juan 2:13-18) como parte de la narración de la expulsión de los mercaderes del Templo. En el relato de Juan, después de expulsar a los mercaderes y a los cambistas del Templo, a Jesús se le pregunta:

Entonces los judíos le dijeron: «¿Qué señal nos muestras, viendo que haces estas cosas?